# Novohrîhorivka, Vradiivka
Novohrîhorivka (în ucraineană Новогригорівка) este un sat în comuna Adamivka din raionul Vradiivka, regiunea Mîkolaiiv, Ucraina.

## Demografie
Componența lingvistică a localității Novohrîhorivka
     Ucraineană (96,3%)
     Rusă (2,96%)
     Alte limbi (0,74%)
Conform recensământului din 2001, majoritatea populației localității Novohrîhorivka era vorbitoare de ucraineană (96,3%), existând în minoritate și vorbitori de rusă (2,96%).